# NGC 4318
NGC 4318 este o galaxie eliptică situată în constelația Fecioara. A fost descoperită în 18 ianuarie 1828 de către John Herschel. Se află la o distanță de 21,88 de megaparseci de Pământ.